# Rudy Monk
Rudy Monk (Curaçao, 26 januari 1936 – aldaar, 23 augustus 2013)  was een Antilliaans gewichtheffer (lichtgewicht, tussen 60 en 67,5 kg) van Antilliaanse en Surinaamse afkomst.
Monk deed namens de Nederlandse Antillen mee aan de Olympische Zomerspelen van 1960, 1964 en 1968 in het onderdeel gewichtheffen. Daarnaast was hij deelnemer aan wedstrijden gewichtheffen over de hele wereld en deed hij vier keer mee aan de Pan-Amerikaanse Spelen. Tijdens de Pan-Amerikaanse Spelen in São Paulo van 1963 werd Monk tweede.
Hij nam voor zover te achterhalen zes keer aan de Centraal-Amerikaanse spelen deel, in elk geval die van Colombia, Puerto Rico, Jamaica en Panama. In Panama behaalde Monk 4 zilveren en 1 bronzen medaille.
In Mexico en Venezuela volgde Monk trainerscursussen, waarna hij in 1974 trainer werd op de Nederlandse Antillen, voor de jeugd van 14 jaar en ouder. In 1976 stopte hij met gewichtheffen en in 1983 als trainer. Monk was getrouwd met Erna Monk Thomasa en vader van twee dochters (Valedy Monk en Faina Simonis Monk)